# Operação Spectrum
Operação Spectrum foi uma operação da Polícia Federal do Brasil deflagrada em primeiro de julho de 2017 com objetivo de desarticular um esquema transnacional especializado no tráfico internacional de drogas e lavagem de dinheiro.
O esquema seria comandado por Luiz Carlos da Rocha, mais conhecido como "Cabeça branca", um dos traficantes mais procurados pela Polícia Federal e Interpol na América do Sul, que foi preso na operação. O narcotraficante brasileiro é um dos "barões das drogas" segundo a PF, com condenações proferidas pela Justiça Federal que somam mais de 50 anos de prisão. Segundo a revista Piauí o Cabeça Branca, é o mais poderoso narcotraficante que o país já produziu, considerado pela PF entre os dez maiores do mundo. Exercia com rigor e profissionalismo o transporte de cocaína entre as áreas de produção – na Bolívia, no Peru e na Colômbia – e os grandes mercados consumidores do mundo, Estados Unidos e Europa.
As investigações indicam que o patrimônio adquirido pelo traficante, com o tráfico internacional de drogas, pode atingir a soma de 100 milhões de dólares, em veículos e imóveis no Brasil e em outros países, registrados em nome de "laranjas", bem como em contas bancárias em paraísos fiscais.
A operação foi batizada em alusão ao caráter "fantasmagórico" do criminoso, que por décadas se escondeu das autoridades utilizando diversas identidades falsas e uma rede de proteção internacional. Em 2018, numa segunda fase da operação, três pessoas foram presas e foram cumpridos 18 mandados judiciais em cidades do Paraná e do Mato Grosso.